# Trappes
Trappes – miejscowość i gmina we Francji, w regionie Île-de-France, w departamencie Yvelines.
Według danych na rok 1990 gminę zamieszkiwało 30 878 osób, a gęstość zaludnienia wynosiła 2292 osób/km² (wśród 1287 gmin regionu Île-de-France Trappes plasuje się na 75. miejscu pod względem liczby ludności, natomiast pod względem powierzchni na miejscu 215.).

## Urodzeni w Trappes
- Nadia Hai – francuska polityk
- Omar Sy – francuski aktor

W Trappes urodził się aktor Omar Sy.

## Współpraca
- Kopřivnice, Czechy
- Congleton, Wielka Brytania
- Castiglione del Lago, Włochy
- Podor, Senegal
- Thilogne, Senegal